# 以英語為第二語言或外語
以英語為第二語言（英語：English as a Second Language, ESL）、以英語为外語（英語：English as a Foreign Language, EFL）、以英語為附加語言（英語：English as an Additional Language, EAL）、或操其他語言者英語（English for Speakers of Other Languages；ESOL）皆指英語為其他非母語人士使用的情形或研究。這四個專有詞彙跟語言學習和教學很有關係，也常用於人口統計學的領域。

## 專有名詞和分類
英語的勢力與影響遍布全球，英語教學的狀況在許多國家很常見。在英語系的國家裡，英語教學分為兩個方向，一是教導欲在英語系國家居住的人，另一則是教導不打算住在英語系國家的人，這樣的分支形成兩種產業，用著不一樣的專有名詞，遵從不同的訓練合格機制，組織不同的專業機構。重要的是，這兩分支的資金來源大相逕庭，前者為公立，後者為私立，在某種程度上影響了學校和課堂的組織方式。再者，英國與美國雖使用同樣語言，對英語教學的定義則有所不同，在實務或研究的使用上，更令人覺得混亂。

### 英語在非英語系國家的使用情形
以英語為外語（EFL）指的是在非英語系地區使用英語的情況，在學習者母國的正規學校課程的體制下，或是因遊學等原因短暫造訪英語系國家的情況下發生。英語為外語的教學（TEFL）可在任何國家發生，不論是否為英語系國家。通常，學習EFL的目的是通過考試以滿足教育規範，或是增加職場晉升的機會。英語在這些國家並不是官方語言，但仍可能是學校課程中的一環，坊間也提供付費的課程以彌補學校英語教育的不足。教師一般會假設學生對母語有一定的認識。中國和伊朗的EFL期刊都是研究英語為外語的國際期刊代表。

### 英語在英語系國家裡的使用情形
英語為第二語言的情況在英語系國家也很盛行，如英國和美國，因為對這些國家的難民、移民與其後代來說，英語是他們的第二語言，另一個例子則是前身為英國領地的大英國協國家，英語雖然是官方語言，但卻不是當地人民的母語。
在美國、加拿大和澳洲，英語的使用稱為英語為第二語言（ESL），但此名稱遭到諸多批評，主要是因為許多學習者已會兩種以上的語言，但贊成方提出反論，English as "a" second language並不假設英語為學習者第二個學會的語言（"the" second acquired language）。
在英國、愛爾蘭和紐西蘭，學者並不使用ESL，改用ESOL（English for speakers of other languages；操其他語言者英語），TESOL一詞指的是針對這群人士做英語的教學。在英國，EAL一詞專門用來指涉初等與中等的教育體系下的英語，目的在於釐清英語並非學生的第一語言，而是第二甚至是第三語言。
通常來說，這樣的英語（美國、加拿大、澳洲為ESL，英國、愛爾蘭、紐西蘭為ESOL）是為了能在新的東道國生存使用，如學校體制或是工作職場，在教教學時，教師並不假設學生已習得母語，此種的英語教學通常是東道國資助，以便新移民快速融入當地。一般來說，ESL的使用是在英語系國家發生，不過也可能在其他國家發生，如英語系國家在其他國設立的難民營，幫助未來新移民早日學習英語，但實際上這樣的例子相當少見。
在加拿大和澳洲，除了ESL，ESD（English as a second dialect；英語為第二方言）用來指涉加拿大為第一民族或是澳洲原住民所設立的課程，這些民族長期使用克里奧爾語或非標準的方言，因此需要特別接受標準英語的教育。

### 概括性術語
以上的專業術語其實可以以單一術語概括，但全球英語教師目前尚未達成共識。「TESOL」一詞用於美式英語（包括加拿大），涵蓋TEFL和TESL的範疇，英式英語則使用「ELT」一詞，因為TESOL在英國教育體制下有特定的意思（如前所提）。

### 簡化英語系統
為了促進國際溝通交流，學者們目前已建議並發展了幾個簡化英語系統：
- 基本英語（Basic English）：1930年代由Charles Kay Ogden（以及後進I. A. Richards）發展[5]
- 基本門檻英語（Threshold Level English）：由梵·艾克（van Ek）和亞歷山大（Alexander）發展[6]
- 全球語（Globish）：由Jean-Paul Nerrière發展
- 基本全球英語（Basic Global English）：由Joachim Grzega發展[7]
- 核心英語（Nuclear English）：由Randolph Quirk和Gabriele Stein提倡，但並未發展[8]
- 在簡易英語維基百科協同撰寫的英語，融合基本英語和慢速英語

## 英語學習者的困境
一般認為，當英語學習者的學習困境來自於其母語和英語的差別程度（語言對比分析）。譬如，中文為母語的學習者就會比德語母語人士面臨更多的困境，因為德語跟英語較為相近，這樣的情形可套用在不同的母語人士學習不同的目標語（也就是第二語言）。詳細探討情形可參見第二語言習得。
語言學習者經常會犯句法和發音的錯誤，其主因為母語對第二語言的影響，學習者可能把母語的文法架構不正確地套用至英語，或是以母語的發音方法套用至英語，導致發音不正確或發音困難，甚至是混淆同一字彙在兩個語言中的意思（見偽友），這樣的現象稱為語言移轉。然而，移轉的強度只有在初階學習者上較為明顯，然而第二語言習得的研究指出有相當多的錯誤並不是因為母語的影響，譬如說，英語的動詞在主詞為第三人稱單數的情況下須加上-s，許多不同母語的學習者都會忘記此文法規則而錯誤。
重要的是，學習語言不單指是學習詞彙和發音，文化的差異也會導致溝通困難，一個說中文的學習者在英國或美國教育情境下，並不重視課堂討論和互動，反而偏好由教師主導的講課模式，因此導致學習成績低落；在學習時，學生因為不了解英美文化，所以遇到與英美文化有關的詞彙或慣用語時會有理解困難的情況。此外，年紀、稱謂、地位、眼神接觸、肢體語言等差異也會對語言學習造成影響，所以學習語言不光只是將母語翻譯成目標語而已，其他的因素也很重要。

### 發音
- 子音

英語其他語言相比，子音的數量並不多，然而，常用的齒間音 /θ/ 和 /ð/（英文拼寫為th），如the、this、that，在其他語言中較為罕見，英語所屬的日耳曼語族裡其他的成員也沒有齒間音的存在（如：英語thousand = 德語tausend），甚至有些英語方言中也不使用齒間音。一些學習者會使用 [t] 和 [d] 來取代，或是用 [s] 或 [z]、[f] 或 [v] 或 [ts] 或 [dz] 來發齒間音。
說日語、韓語、汉语和泰語的學習者可能會難以分辨 [ɹ] 和 [l]；說湘語的學習者可能無法分辨 [n] 和 [l]；除老湘语和吴语的母语使用者无法发浊音；說西班牙語、阿拉伯語、日語或韓語的學習者可能難以分辨 [b] 和 [v].
- 母音

英語母音的數量基本上依據不同的英語方言而定，如英國的公認發音就有 12 個單母音（發音時不起變化的母音）、8 個雙母音和 2 個三母音，然而標準美國英語（General American）有 13 個單母音、3 個雙母音和。由於西班牙語、日語和阿拉伯語的母音數量較少，所以說這些母語的英語學習者在聽、說這些母音時會有困難。
- 音節結構

英語的音節結構，容許母音前面最多有3個子音（如straw），後面最多有4個（如desks），這樣的音節結構對於如說日語的學習者來說較難發音，因為日語的音節主要是子音與母音相互搭配的結構，所以學習者會強迫在一連串子音之間塞入母音，以方便他們發音（如desks /desks/ 被發音成desukusu）。
如果學習者的母語結構是每個字皆以母音作結，他們也會把英語的每個字都以母音作結，make /meɪk/ 變成 [meɪkə]。有時英語為母語者遇到一連串子音時，會漏掉一兩個子音（如months被發音成 [mʌns] 而非 [mʌnθs]）。
- 非重讀母音

英語母語人士常常以非重讀央元音（schwa）取代非重音音節裡的母音，如 Where are you from? 裡的 from 在重讀時會有短捷的 'o' 音，然而在 I'm from London. 時非重讀，因此變成 schwa。有些情況下，非重讀母音會完全消失，如巧克力 chocolate 在西班牙語有四個音節，在英語時只有兩音節 choc-lit。
英語比起其他語言，重音會改變母音的音質特性，在一些英語方言中，an、en、in、on和un都是同一個發音，母語人士可以憑藉句法結構來分辨如an able、enable和unable的意思，但是對於經驗較少的人來說較為困難。此外，學習者傾向將非重讀的母音過度發音，說英語時較不自然。
- 重音時間

英語比較像是重音等時語言（stress-timed language），每個重讀的音節之間的時間都差不多，不論這些音節間還有多少其他非重讀的音節，德語及俄語也是這樣的語言。然而世界上其他主要語言是音節等時，每個音節之間的時間相同，母語為這些語言的學習者容易間斷不連續，與英語人士說話時容易造成理解困難。重音在英文中有以下三種功能：
強調語意：重讀欲讓對方清楚聽到的字句，讓語意更清楚。
對比：為更正先前說錯的字句，使用正確的字時以重音加強。
加強歉意：重讀一般不重讀的助動詞（I really am very sorry）。
- 連音

英語經常有語音的變化，如同化音（assimilation）、省音（ellipsis）和插音（epenthesis），加上單字界線模糊不清時，很容易造成學習者聽力理解上的困擾，如果學習者不使用連音的方式說英語時，他們的英語聽起來會太過於正式。

### 文法
- 時態、體、語氣：英語有大量的時態、語體和語氣的文法規範，其不同的用法語意上會造成語意的不同，如過去式 "I ate" 和現在完成式 "I have eaten" 的差別，進行式和完成進行式更是增加語意的複雜度（見英語動詞）。
- 助動詞的功用：英語學習者經常會覺得助動詞的用法非常難以掌握，包括否定用法（如He hasn't been drinking.）、疑問句主詞與助動詞顛倒形成法（如Has he been drinking?）、簡答用法（如Yes, he has.）和附加問句用法（如has he?）。更複雜的部份則是假助動詞 do / does / did，需要在現在簡單和過去簡單式的狀況下使用以上用法時使用。
- 情態動詞：英語存在滿多的情態動詞，每一個都有自己的用法，如 "You must be here at 8"（義務性）的反義為 "You don't have to be here at 8"（非義務性，可選擇），然而 "You must not drink the water"（禁止）裡的 "must" 與 "You must not be a native speaker"（推測）的 "must" 的意思不同。情態動詞的複雜用法需要學習者長久學習才能掌握。
- 熟語：英語存在相當多的熟語，如 try to learn、help learn 和 avoid learning" 的動詞組合的規範不同，學習者需要熟記。此外，犯錯"make a mistake"需使用"make"而不是"do"，幫忙"do a favor"需使用"do"而不是"make"。
- 冠詞：英語的冠詞包括定冠詞 "the" 和不定冠詞 "a, an"，大部分情況下，英語名詞都須加上冠詞，但有時候不必，這時候就稱為零冠詞。這幾種冠詞的差別基本上比較容易學習，但有些學習者的母語並沒有冠詞系統或是不同於英語的系統，所以較難上手。雖然冠詞的有無對於溝通的影響不大，但英語還是經常使用冠詞系統，所以學習者仍需習得。

### 字彙
- 短語動詞：英語的短語動詞，如 "look after"、"work out" 和 "make up for"等，經常有多重意思和句法構成形式，甚至同一短語動詞在美式英語跟英式英語意思也有可能不同，對於學習者來不容易上手。
- 派生詞：英語的派生詞需要大量的機械學習，譬如，形容詞可以用前綴 un- （如 unable）、in-（如 inappropriate）、dis-（如 dishonest）或 a-（如 amoral）等來否定。
- 字彙量：英語長久的歷史發展中累積了極大量的單字，部分來自於古英語，部分來自諾曼人帶來的拉丁文衍生字，（Schmitt 和 Marsden 指出英語是所有已知語言字彙量最大的語言。）學習者需要花更多時間來學習。
- 詞語搭配：英語的詞語搭配指的是詞語經常一起使用的方式，如某些動詞只和某些名詞一同出現（如 ride a bike、drive a car），學習者如果錯用字彙的搭配時會造成對話者理解的困難。
- 俚語、口語體：英語人士在日常會話時，經常會使用大量的俚語以及口語體，學習者會發現課堂上所學的英語與實際情境的英語有所不同，對於語言接觸經驗不足的它們，可能會有點困難。此外，俚語在不同國家會有不同意思，常隨著流行文化變化，學習者不易掌握。有些詞彙錯用時甚至會冒犯到他人。

### 口語與書學英語的不同
世界上大多的語言都一樣，書寫時的語域較口說時正式，此外還有以下差異：
- 拼字：英語在書寫系統發展時經歷了幾次的發音變化，因此在字彙拼寫上還殘留著一些歷史的痕跡，加上外來語言（丹麥語、諾曼語、古典拉丁語和希臘語）的影響，造成拼字規則不一[11]，對於英語人士來說也不容易學習，更何況是母語非字母系統語言的學習者，也因此有拼字比賽這樣的活動以及拼字檢查的電腦軟體的誕生，甚至有些英語人士忘記某些字的拼法或是一直以錯的方式拼寫而不自知。英語拼寫系統的規則相當複雜，且有諸多例外，因此需要大量機械學習。英語拼寫系統帶來的影響是雙向的，學習者可能憑著發音習得某字但卻不知如何書寫，或是看見某字而不知如何發音或發錯音。雖是如此，還是有幾十個準確率超過 75% 的拼音規則[12]。

### 英語方言
- 不列顛群島是英語發展的搖籃，不同地區有不一樣的發音、腔調、字彙和文法。
- 在世界各地的英語人士也可能發展獨特的發音方式、字彙和文法規則。
- 英語目前並沒有單一機構來決定哪一種方言為最正統的英語，不像法語有法蘭西學術院來管理。

因此，在教授英語時，教師不僅得幫助學生學會針對情境使用正確的文法和字彙，更需要讓他們了解不同區域和文化，讓學生知道如何分辨所接觸的英語與他們學習的英語的差異。

## 英語能力測驗
許多機構發展了英語測驗來衡量學習者的英語能力，以下是常見的幾個英語測驗：
- 劍橋大學英語能力檢測系列（University of Cambridge ESOL Examinations）：提供18種全球性的測驗，包含：初級英語認證（Key English Test；KET）、中級英語認證（Preliminary English Test；PET`)、中高級英語認證（First Certificate in English；FCE）、高級英語認證（Certificate in Advanced English；CAE）和最高級英語認證（Certificate of Proficiency in English；CPE）等。
- 雅思（IELTS；International English Language Testing System）：為英國、澳洲、紐西蘭、加拿大等之大英國協國家、以及歐洲多數國家官方認可之測驗；現今美國多數學校亦採用。考試分為移民組與學術組，供不同需求之用。
- 托福（TOEFL；Test of English as a Foreign Language）：美國教育測驗服務中心所發展之學術英語測驗，為美國學術機構共同發展和使用的英語測驗，加拿大、紐西蘭、澳洲、英國及愛爾蘭也有採用此測驗。
- 多益（TOEIC；Test of English for International Communication）：美國教育測驗服務中心所開發的商業英語測驗，全球120個國家有超過一萬間組織企業使用。

許多國家亦發展自己的英語測驗，如中國的大學英語考試以及台灣的全民英檢。

## 另見

### 語言相關
- 外語
- 第二語言

### 語言學習與教學
- 應用語言學
- 對比修辭學
- 對比分析
- 語言教育
- 第二語言習得

### 英語相關
- 美式英語與英式英語的差異
- 英語研究
- 國際英語
- 唯英語運動

## 外部連結
- Antimoon
- BBC Learning English（页面存档备份，存于）
- Lingorank
- 國際英語為外語教師學會（页面存档备份，存于）
- 國家英語習得情報交流中心
- 英語學習與教學相關之網站總錄
- 國際英語教學組織TESOL International（页面存档备份，存于）
- 華英進階全集 (English and Chinese readers, from primer to fifth reader: especially reprinted with full translations in Chinese) (1904)

期刊
- Asian EFL Journal（页面存档备份，存于）
- English as an International Language Journal（页面存档备份，存于）
- TESL-EJ: Teaching English as a Second or Foreign Language（页面存档备份，存于）